# Иваново-Наумовка
Ива́ново-Нау́мовка — село Волче-Вражского сельсовета Тамалинского района Пензенской области. На 1 января 2004 года — 35 хозяйств, 105 жителей.

## География
Деревня расположена на северо-востоке Тамалинского района, на правом берегу реки Мача, к югу-востоку от посёлка Степного, расстояние до которого 5 км. Расстояние до районного центра пгт. Тамала — 27 км.

## История
По исследованиям историка — краеведа Полубоярова М. С., деревня создана в середине XVIII века из 2 населённых пунктов: в верховьях реки Мача помещиком Иваном Брюхатовым образовано село Ивановка, а чуть ниже, помещиком Кондратием Наумовым — деревня Наумовка, которые объединились в 1930-х годах. В 1896 году деревня Ивановка относилась к Полянской волости Чембарского уезда, о деревне Наумовке информация не указана. По одним сведениям, деревня Ивановка в 1955 году состояла в Мача-Родниковском сельсовете Бековского района, был организован колхоз «Свобода»; по другим — в Волче-Вражском сельсовете Белинского района, базировалось отделение совхоза «Степь». До 2010 года входила в состав Степновского сельсовета. Согласно Закону Пензенской области № 1992-ЗПО от 22 декабря 2010 года передана в Волче-Вражсский сельский совет Тамалинского района.

## Численность населения
| год                | 1864 | 1896 | 1912      | 1930 | 1951 | 1959 | 1979 | 1989 | 1996 | 2004 |
| ------------------ | ---- | ---- | --------- | ---- | ---- | ---- | ---- | ---- | ---- | ---- |
| количество жителей | 89   | 165  | около 222 | 327  | 281  | 205  | 125  | 83   | 97   | 105  |

## Улицы
- Ивановская;
- Новая.

## Известные земляки
- Корсаков Николай Павлович (1924—1945) — сержант, командир пулемётного расчёта, Герой Советского Союза (1945). Отличился в боях на Западной Украине и Венгрии.[3]